# Бесконечность (фильм, 2021)
«Бесконечность» (англ. Infinite) — американский фантастический фильм Антуана Фукуа, основанный на дебютном романе писателя Эрика Майкранца «Записки реинкарнациониста». В главной роли: Марк Уолберг. Цифровой релиз состоялся на Paramount+ 10 июня 2021 года. 

## Сюжет
1985 год. В городе Мехико Генрих Тредуэй пытается сбежать от властей и некоего Батерста (Bathurst). Вместе со своими коллегами Абелем и Леоной беглец говорит о «Яйце», которое он украл у Батерста. Тредуэй говорит Абелю, что если он не выживет, последний должен не забыть «заглянуть внутрь». Он съезжает с моста, выпрыгивает из своей машины в воздухе и садится на кран в 45 метрах от него. Однако потом Тредуэй вынужден беспомощно наблюдать, как Батерст расправляется с Абелем и Леоной.
2020 год. Эван Макколи страдает шизофренией. Будучи неспособным устроиться на работу, но нуждаясь в лекарствах, он кует катану для местного гангстера, хотя его никогда не обучали искусству кузнеца, тем более, что клинок выкован по старинной технологии, которая уже не используется в районе полувека. После того, как сделка проваливается, Эвана арестовывают. Мужчина в полицейском участке представился как Батерст, начинает называть Эвана Тредуэем и утверждать, что они знают друг друга веками. (Батерст нашёл Эвана именно по сделанному клинку).
Когда Батерст заставляет Эвана вспомнить кое-что из его прошлой жизни, в комнату врывается машина. Спасителем Эвана оказывается Нора Брайтман, которая берёт его в свою группу и раскрывает ему истинное положение вещей. В мире насчитывается около 500 человек, известных как Вечные, которые могут вспомнить все свои прошлые жизни. Среди них развились фракции верующих и нигилистов. Первые, к которым относится и Нора, считают свою память даром от высшей силы для улучшения мира. Нигилисты вроде Батерста считают это проклятием, ибо вечные обречены быть свидетелями самоуничтожения человечества. Дабы избежать этого, фракция хочет уничтожить всю жизнь на Земле самостоятельно.
Обе фракции считают, что Эван является реинкарнацией Тредуэя, а в его памяти о прошлой жизни скрыто местонахождение Яйца (устройства, которое было создано для уничтожения мира). Как объясняет Эвану реинкарнация Леоны Нора, Вечные начинают вспоминать прошлое в молодости, и именно по этой причине ему поставили диагноз шизофрения. Эван изо всех сил в итоге восстанавливает воспоминания Тредуэя, которые не восстановились у него ранее из-за травмы, полученной в результате несчастных случаев в более раннем возрасте.
Тредуэй был убит предыдущим Батерстом вскоре после Абеля и Леоны. Верующие извлекли его тело и отнесли его обратно в Центр, где оно хранится в камере. Эван вспоминает, что он вспорол себе живот и положил Яйцо внутрь. Батерст когда-то был товарищем Тредуэя, но в итоге разочаровался в миссии верующих и пытался покончить с реинкарнацией. Яйцо стало результатом этого поиска, при активации оно будет атаковать ДНК живых существ и уничтожать жизнь.
В самолёте происходит схватка за артефакт между Эваном и Батерстом. Батерст стреляет из Свергающего в Эвана, однако того спасает титановая пластина в голове. Устройство с Яйцом внутри выбрасывают из самолёта. Эван и Батерст прыгают за ним. Эван убивает Батерста из Свергающего (что гарантирует то, что Батерст не возродится). Бомба обезврежена. Эван тонет в океане вместе с Яйцом. Тем временем Нора и Артисан уничтожают чипы, освобождая души попавших в ловушку Батерста Верующих, в том числе душу Абеля.
Годы спустя Нора и Абель возрождаются и встречаются в «Начале». Эван возрождается в семье индонезийцев в Джакарте. Постаревший Артисан навещает его и предлагает катану юному Эвану, который восстанавливает свои воспоминания, узнав его.

## В ролях
| Актёр                          | Роль                         |
| ------------------------------ | ---------------------------- |
| Марк Уолберг                   | Эван МакКоули/Генрих Тредуэй |
| Софи Куксон                    | Нора Брайтман                |
| Дилан О’Брайен                 | Генрих Тредуэй 1985          |
| Чиветел Эджиофор               | Батхёрст                     |
| Йоуханнес Хёйкьюр Йоуханнессон | Ковик                        |
| Руперт Френд                   | Батерст 1985                 |
| Том Хьюз                       | Абель                        |
| Жуана Рибейру                  | Леона                        |
| Джейсон Мандзукас              | Артисан                      |
| Каэ Александр                  | Трэйс                        |
| Тоби Джонс                     | Брайан Портер                |
| Марк Флайшманн                 | Хозяин брассери              |

## Выпуск
Первоначально премьера фильма была назначена на 7 августа 2020 года, но была отложена до 28 мая 2021 года из-за пандемии COVID-19. Затем премьеру фильма перенесли на 24 сентября 2021 года. В итоге премьера в кинотеатрах была отменена и перенесена на цифровые площадки.